# Унанову
Унанову (азерб. Unannovu) — село в Лачинском районе Азербайджана.
Уроженцем села является Исрафил Шахвердиев — Национальный герой Азербайджана.

## История
Согласно результатам Азербайджанской сельскохозяйственной переписи 1921 года, населённый пункт Унаннаги входил в состав Джиджамлинского сельского общества Кубатлинского уезда Азербайджанской ССР. Население — 87 человек (24 хозяйства), преобладающая национальность — тюрки азербайджанские (азербайджанцы).
8 августа 1930 года был образован Лачинский район Азербайджанской ССР. По материалам издания «Административное деление АССР», подготовленного в 1933 году Управлением народно-хозяйственного учёта Азербайджанской ССР (АзНХУ), по состоянию на 1 января 1933 года в селе Унанневи, входившем в Кардашлыкский сельсовет Лачинского района Азербайджанской ССР, имелось 20 хозяйств и 125 жителей (64 мужчины и 61 женщина). Национальный состав всего сельсовета (сёла Араб, Фатали-пеяси, Керавиз, Палчыклы, Турабы и других) состоял на 100 % из тюрков (азербайджанцев).
В результате Первой карабахской войны в мае 1992 года село перешло под контроль непризнанной Нагорно-Карабахской Республики и согласно её административно-территориальному делению вошло в состав Кашатагского района.
1 декабря 2020 года по итогам Второй карабахской войны Лачинский район был возвращён Азербайджану, согласно заявлению глав Армении, Азербайджана и России о прекращении боевых действий в Нагорном Карабахе, опубликованному 10 ноября 2020 года.